# أندي وايت (لاعب كرة قدم بريطاني)
أندي وايت (بالإنجليزية: Andy White)‏ (1 سبتمبر 1991 في المملكة المتحدة - ) هو لاعب كرة قدم بريطاني في مركز الهجوم. لعب مع نادي ريدنغ ونادي غيلينغهام ونادي مارغيت وهافانت أند ووترلوفيل وEastleigh F.C. ‏ وStaines Town F.C. ‏ وBasingstoke Town F.C. ‏ وبيشوب ستورتفورد وDorchester Town F.C. ‏ وWinchester City F.C. ‏ وCroydon Athletic F.C. ‏.

## وصلات خارجية
- أندي وايت على موقع قاعدة بيانات كرة القدم.إي يو (الإنجليزية)
- أندي وايت على موقع Soccerbase.com (لاعب) (الإنجليزية)